# Lantanite-(Ce)
La lantanite-(Ce) è un minerale.